# رمز لوني إلكتروني

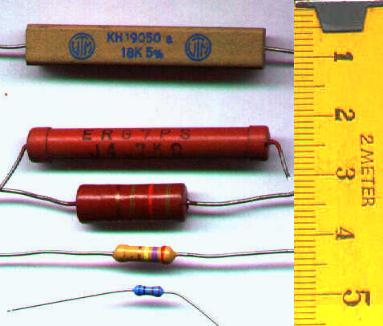
بعض أنواع المقاومات.

الشفرة اللونية للمقاومات الكهربائية  في الكهرباء (بالإنجليزية: electronic color code) هي حلقات ملونة تطلى بها المقاومات الكهربائية بغرض تعيين قدرها بالأوم . كما ابتكرت الصناعات الإلكترونية شفرات مشابهة تستخدم مع المكثفات و الملفات للتعريف بقيمها عند الاستخدام . في المقاومات تطلى عادة أربعة حلقات ملونة تعطي قدر المقاومة . وفي الاتصالات تستخدم 25 زوجا من الحلقات الملونة للتعريف بنوع الكبلات.
وقد ابتكرت فكرة وضع حلقات ملونة على المقاومات أثناء العشرينيات من القرن الماضي عن طريق رابطة صناعة الراديو وتسمى الآن «أتحاد الصناعات الإلكترونية» Electronic Industries Alliance  (EIA), ونشر كتقرير رقم EIA-RS-279. والمستند القياسي العالمي المعترف به حاليا هو IEC 60062.
واستخدمت الحلقات الملونة للتعريف بمقدار المقاومة لأن المقاومات كانت صغيرة الحجم وبغرض خفض مصاريف الإنتاج والبيع .

## المقاومات الحرارية
والهدف من صنعها هو إنتاج الحرارة مثلما في أجهزة التدفئة و الأفران الكهربائية ، وهي تعطي في مخطط مواصفاتها درجة الحرارة المقترنة بجهد معين ، يمكن ضبطها عليه عند الاستخدام .

## المقاومات الثابتة
وتستخدم المقاومات الثابتة في الدوائر الكهربائية والإلكترونية بهدف الحصول على قيم معينة للتوترات أو شدة التيار في نقاط معينة من الدائرة. وتوجد حلقات على تلك المقاومات مطلية بعدة ألوان مختلفة يدل كل لون منها على إحدى قيم المقاومة ، ومجموعها يعطي مقدار المقاومة .
ينطبق على المقاومة الثابتة قانون أوم بمعنى أن شدة التيار فيها يتاسب تناسبا طرديا مع الجهد .
قراءة المقاومة 
تقرأ حلقات المقاومات من اليسار إلى اليمين ، ونلاحظ وجود مسافة كبرة نسبيا بين C و D :
قيمة المقاومة:
- الحلقة A القيمة الأولى (إلى اليسار)
- الحلقة B القيمة الثانية
- الحلقة C المضروب العشري
- الحلقة D تعطي الدقة (نسبة مئوية)

فإذا كان لدينا مقاومة وعليها الحلقة الأولى 4 (أصفر في الجدول أسفله) ، والحلقة الثانية 7 (بنفسجي) ، والحلقة الثالثة 2 (أحمر) صفرين ، فيكون مقدارها 4,700 أوم . وتعطي الحلقة الرابعة D الدقة ، ولونها ذهبي أي ±5% . أي أن مقدار المقاومة بين 4,465 و 4,935 أوم .
هذا جدول الألوان المرمزة حسب مواصفات هيئة (EIA):

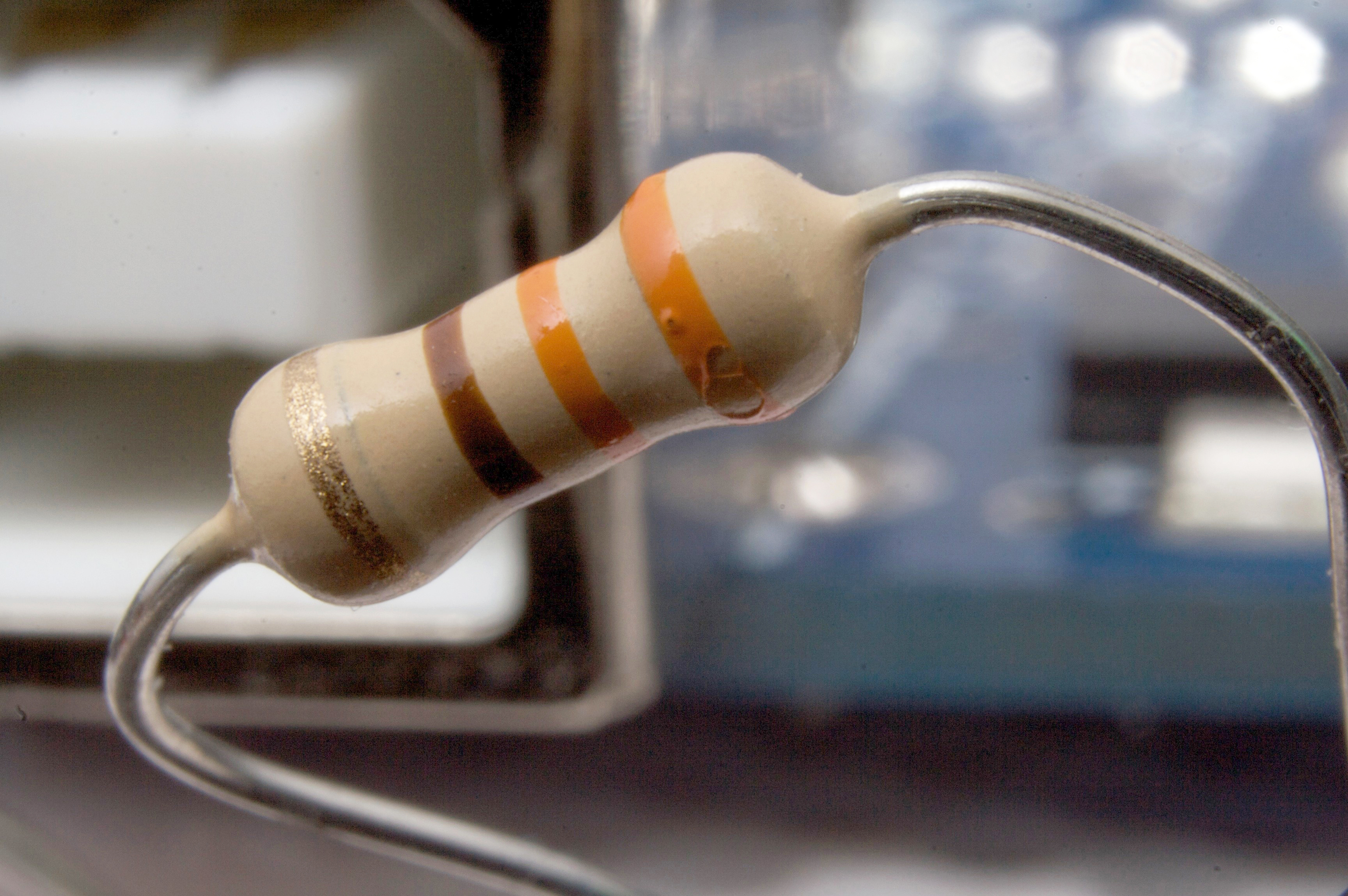
مقاومة وعليها عدة حلقات ملونة تدل على مقدارها بالأوم.

| اللون   | الطوق الأول | الطوق الثاني | الطوق الثالث (عامل الضرب) | الطوق الرابع (نسبة التفاوت) | معامل الحرارة (لكل كلفن) |
| ------- | ----------- | ------------ | ------------------------- | --------------------------- | ------------------------ |
| أسود    | 0           | 0            | ×100                      |                             |                          |
| بني     | 1           | 1            | ×101                      | ±1% (F)                     | 100 ppm                  |
| أحمر    | 2           | 2            | ×102                      | ±2% (G)                     | 50 ppm                   |
| برتقالي | 3           | 3            | ×103                      |                             | 15 ppm                   |
| أصفر    | 4           | 4            | ×104                      |                             | 25 ppm                   |
| أخضر    | 5           | 5            | ×105                      | ±0.5% (D)                   |                          |
| أزرق    | 6           | 6            | ×106                      | ±0.25% (C)                  |                          |
| بنفسجي  | 7           | 7            | ×107                      | ±0.1% (B)                   |                          |
| رمادي   | 8           | 8            | ×108                      | ±0.05% (A)                  |                          |
| أبيض    | 9           | 9            | ×109                      |                             |                          |
| ذهبي    |             |              | ×0.1                      | ±5% (J)                     |                          |
| فضي     |             |              | ×0.01                     | ±10% (K)                    |                          |
| بلا لون |             |              |                           | ±20% (M)                    |                          |

## مقاومة تفاضلية
المقاومة التفاضلية أو المقاومة المتغيرة differential Resistance نوعان إما مقاومة تتزايد مقاومتها بارتفاع درجة الحرارة حيث يكون لها معامل حراري موجب ، أو تتناقص مقاومتها بارتفاع درجة الحرارة حيث لها معامل حراري سالب ، وقد توجد الصفتين في مقاومة واحدة حيث يكون معامالها الحراري موجبا في نطاق من درجة الحرارة ويصبح سالبا في نطاق آخر من درجة الحرارة ، وهذا النوع نجده في الديود.
يتميز مخطط المواصفات للديود مثلا بتغيرات طفيفة للتيار مرافقة لكل تغير طفيف للجهد ومقسومهما يسمى «مقاومة تفاضلية» :
{\displaystyle r={\frac {\mathrm {d} \,u}{\mathrm {d} i}}}
وفي مخطط مواصفات المقاومة الذي يبين منحنى تغير التيار بتغير الجهد الواقع على المقاومة يعطينا ميل المماس للمنحنى عند أي نقطة عليه مقدار المقاومة عند تلك النقطة .

### مقاومة تفاضلية سالبة

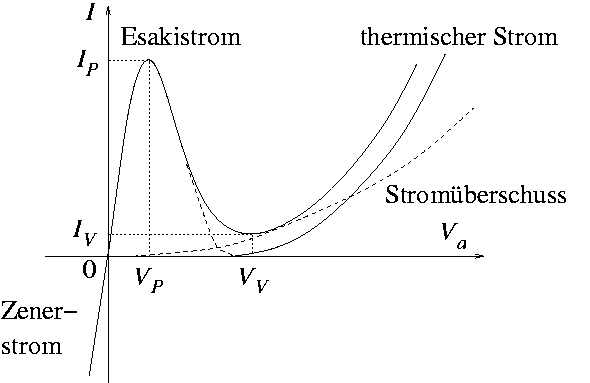
مخطط مواصفات الديود.

قد تكون المقاومة التفاضلية سالبة الإشارة في حيز معين من درجة الحرارة بحيث ينخفض التيار بارتفاع الجهد أو بالعكس حيث يتزايد التيار بانخفاض الجهد. في الرسم البياني المرافق تحدث تلك الظاهرة في النطاق
VP < V < VV.
ويمكن استغلال المقاومة التفاضلية السالبة لتهدئة اهتزاز دائرة رنين أو لإنتاج قلاب (إلكترونيات) مثلما في أوسيلاتور. وتظهر المقاومة التفاضلية السالبة في التفريغ الغازي أو في الديود أو في بعض الدارات الكهربية الخاصة بتوزيع الشبكة الكهربائية .

### مقاومة تفاضلية موجبة
يتزايد التيار الكهربائي بتزايد الجهد في المقاومة التفاضلية الموجبة positive differential Resisistance . توجد في جميع المقاومات العملية نطاق واسع للجهد تكون يتناسب فيه التيار مع الجهد تناسبا طرديا. ومعظم المقاومات المستخدمة عمليا هي من نوع المقاومة التفاضلية الموجبة .
ومن امثلتها : المقاومات العملية ، و الديود و ثنائي أقطاب زينر ، وجميع السيراميكيات من أشباه الموصلات.